# Tango feroz: la leyenda de Tanguito
Tango feroz: la leyenda de Tanguito es una película argentina dramática-biográfica de 1993 dirigida por Marcelo Piñeyro y protagonizada por Fernán Mirás, Cecilia Dopazo, Antonio Birabent, Héctor Alterio e Imanol Arias, y con Ulises Butrón en la voz de Tanguito al cantar y Fernando Barrientos cantando «Presente (El momento en que estás)». Está inspirada en la vida del cantautor rockero argentino José Alberto Iglesias Correa, más conocido como Tanguito.
Estuvo envuelta en una gran controversia debido al cuestionamiento en la veracidad de varios hechos y personajes representados en la película, así como también lo fue la personalidad en sí que esta le brinda a Tanguito. Debido a esto, muchos músicos se negaron a que sus composiciones fueran empleadas para la producción del film, particularmente notorio en el caso de "La Balsa", escrita por Litto Nebbia y Tanguito.

## Sinopsis
La historia retrata a un Tanguito entregado en cuerpo y alma a la música, pero a la vez sumido en conflictos personales. Se relatan los problemas de Tanguito con las drogas, la relación apasionada con su musa y amante Mariana (Cecilia Dopazo), su amistad con Mauricio "Moris" Birabent (encarnado por Antonio Birabent, su hijo), sus años en el hospital psiquiátrico Borda y su trágica muerte en la estación de Palermo.

## Reparto
- Fernán Mirás como Tango
- Cecilia Dopazo como Marianna
- Imanol Arias como Ángel
- Antonio Birabent como Moris (su padre en la vida real)
- Héctor Alterio como Lobo ( quien participó junto a su hijo Ernesto en la película)
- Leonardo Sbaraglia como Pedro
- Ernesto Alterio como Pablo (participó junto a su papá en la película)
- Cristina Banegas como Madre de Mariana
- Federico D'Elía como Willy
- David Masajnik como Ruso
- Carola Molina
- Humberto Serrano
- Mirna Suárez
- Damian De Santo Preso 1
- Alejandro Fiore Preso 2

## Contexto
El director Marcelo Piñeyro buscaba la manera de popularizar su historia, dándole un plus que atrajera al público a los cines. El éxito de The Doors, la película de Oliver Stone de 1991 con un desprejuiciado Jim Morrison interpretado por Val Kilmer, todavía resonaba en las audiencias juveniles y Piñeyro tomó de base a la figura noble y polémica del roquero para adaptarla a la Argentina.
El cine argentino por aquel entonces estaba destinado a un público adulto en su mayoría y sumergido en una crisis producto de la llegada de la televisión por cable y el auge del videoclub, sumados a una ley de cine que no contemplaba aún los medios electrónicos -la ley se modificó en 1994 a razón de lo mencionado, con el Instituto Nacional de Cine (INC) pasando a llamarse Instituto Nacional de Cine y Artes Audiovisuales (INCAA)-, terminaban por poner en jaque la concurrencia del público a las películas argentinas. Tango feroz, la leyenda de Tanguito marcó el origen de una nueva tendencia: películas dirigidas a un público adolescente.
Tango feroz, la leyenda de Tanguito llevó a 1.469.552 espectadores, y en un año se vendieron 19.438.636 entradas. Es decir que el film de Marcelo Piñeyro se llevó el 7,6% del total de entradas vendidas en Argentina ese año. Este hecho, que aún veinte años después continuaba en el imaginario popular, posibilitó en 2013 el estreno de la versión teatral-musical de la película, con dirección de Ariel Del Mastro (responsable de Eva, el gran musical argentino, Cabaret, Despertar de Primavera, Por Amor a Sandro, entre otros espectáculos musicales).

## Controversia
Se han expresado dudas sobre la veracidad del enfoque. Según cuentan sus biógrafos, sus amistades más cercanas y otros que lo conocieron en vida, como Luis Alberto Spinetta, Tanguito fue un personaje mucho más incoherente que el hombre con valores y metas claras que muestra la película. Los siguientes párrafos pertenecen a un artículo de Claudio Gabis, guitarrista de Manal, publicado en el diario Página/12 de 1989:

Lo conocí, (cumpliendo rigurosamente con la leyenda) en La Perla del Once (...) Lo recuerdo sentado con uno de sus "Valerios" (una variante del eterno oficio de escudero) en una mesita al fondo del salón, visiblemente aislado del numeroso grupo que copaba una larga mesa diez metros más allá...

Hubo complicaciones en la realización del filme por la negativa de Litto Nebbia a ceder la canción "La Balsa", que compuso con Tanguito.
Veinte años después, con el estreno de la versión musical en el Teatro Tabarís, el escritor Pipo Lernoud revivió la vieja polémica nacida con la película, criticando nuevamente el enfoque y la trama ficcional sobre la personalidad de Tanguito y la manera en que su círculo de amistades y conocidos lo habrían “abandonado” a su suerte luego de sus adicciones. Lernoud argumentó en una nota de opinión publicada en Página/12:

¿Por qué no hay canciones de los amigos de Tango en Tango feroz? Porque cuando nos las pidieron, supimos que era una distorsión comercial de la historia, y no lo permitimos, salvo "El Oso" de Moris, para que su hijo Antonio pudiera debutar cantando y actuando.

No permitimos usar nuestras canciones, ni nuestros nombres, ni personajes y tal vez fue eso lo que hizo que el guion final pintara como traidores a todos sus amigos.

La taquillera historia del héroe solitario contra todos les sirvió para vengarse por no poder poner "La Balsa", ni "La princesa dorada", ni "Jugo de tomate frío", ni "De nada sirve" en la película.
Pipo Lernoud.

Un amigo de Tanguito como lo fue Javier Martínez (de Manal) fue más allá en su libro Yo soy Buenos Aires:

Un negocio [la película] de la gauche divine argentina, una superchería necrófila, que utilizó la muerte de un tipo para ver si podían convencer a la nueva generación de que los tipos de La Cueva éramos marxistas. Sí yo soy marxista tendencia Groucho [risas]. Son unos ridículos.
Javier Martínez.

En otra ocasión Martínez también criticó cómo fue representado él en la película:

Me daba mucha risa el argumento de Tango Feroz que pretendía ponerme a mí caminando por una facultad haciendo activismo político. ¡Ridículo!. Aparte yo no soy ni de izquierda ni de derecha, soy un demócrata convencido que el mundo va hacia una síntesis. Por eso lo llamé a Piñeyro y le dije que me borre porque si no se iba a comer un juicio. ¿Te das cuenta lo que es escribir con falta de información?, no quisieron tomar ningún tipo de contacto con la realidad ni con la verdad, no vinieron a hablar con nosotros ni nada, entonces en su intento de inventar algo que no era, me ponían a mí caminando por una facultad cuando yo nunca terminé la secundaria.

## Banda de sonido
En la película, Ulises Butrón (1962-2019) es la voz de Tanguito en las canciones que éste aparece cantando -interpretado por Fernán Mirás-, entre ellas "El amor es más fuerte". Los temas en los que no aparece cantando Tanguito son "Presente (El momento en que estás)", cantada por Fernando Barrientos, y "El Oso", cantada por Antonio Birabent, hijo de Moris, su autor, quien también actúa interpretando al personaje de su padre.

### Lista de canciones
| Tango Feroz |                                                      |                                                     |          |  |
| N.º         | Título                                               | Escritor(es)                                        | Duración |  |
| 1.          | «El amor es más fuerte» (Voz líder: Ulises Butrón)   | (Fernando Barrientos y Daniel Martín)               | 4:25     |  |
| 2.          | «Presente» (Voz líder: Fernando Barrientos)          | (Ricardo Soulé)                                     | 3:06     |  |
| 3.          | «El oso» (Voz líder: Antonio Birabent)               | (Mauricio Birabent)                                 | 3:02     |  |
| 4.          | «Tango feroz» (Voz líder: Ulises Butrón)             | (Fernando Barrientos y Daniel Martín)               | 4:00     |  |
| 5.          | «Amor de primavera» (Voz líder: Ulises Butrón)       | (Hernán Pujó)                                       | 2:24     |  |
| 6.          | «Natural» (Voz líder: Ulises Butrón)                 | (José Alberto Iglesias)                             | 2:28     |  |
| 7.          | «Me gusta ese tajo» (Voz líder: Fernando Barrientos) | (Luis Alberto Spinetta)                             | 2:05     |  |
| 8.          | «El amor es más fuerte» (Voz líder: Ulises Butrón)   | (Daniel Martín y Fernando Barrientos)               | 3:48     |  |
| 9.          | «California somnolienta» (The Mamas & the Papas)     | (John Phillips)                                     | 2:40     |  |
| 10.         | «Soplando en el viento» (Grupo Steel)                | (Bob Dylan)                                         | 2:48     |  |
| 11.         | «Hasta siempre» (Voz líder: Verónica Rapella)        | (Carlos Puebla)                                     | 3:49     |  |
| 12.         | «Malevaje» (Roberto Goyeneche)                       | (Enrique Santos Discépolo y Juan de Dios Filiberto) | 2:50     |  |
| 13.         | «Bar Billares» (Voz líder: Osvaldo Montes)           | (Osvaldo Montes)                                    | 0:56     |  |
| 14.         | «Tema de los padres» (Voz líder: Osvaldo Montes)     | (Osvaldo Montes)                                    | 4:10     |  |
| 15.         | «Tema de Tango y Pedro» (Voz líder: Osvaldo Montes)  | (Osvaldo Montes)                                    | 3:47     |  |
| 16.         | «Tres razones» (Voz líder: Ulises Butrón)            | (Fernando Barrientos)                               | 1:25     |  |
| 17.         | «El Mandala» (Voz líder: Osvaldo Montes)             | (Osvaldo Montes)                                    | 4:16     |  |